# Урядовий Вісник Правительства Карпатської України
«Урядовий Вісник Правительства Карпатської України» — офіційна публікація автономного уряду Карпатської України, жовтень 1938 — березень 1939; вийшло 5 чисел — перше в Ужгороді, далі у Хусті. 
Редактор — В.Ґренджа-Донський.